# Брестница (област Добрич)
 За другото българско село вижте Брестница (Област Ловеч).  
Брестница е село в Североизточна България. То се намира в община Тервел, област Добрич.